# 工作组
在计算机网络中，工作组是指局域网內共享公共资源的计算机的集合，這些計算機可以相互之間共享資源（例如文件）。“工作组”一词是Microsoft描述点对点局域网所使用的术语。同一工作组中运行Microsoft Windows操作系统的计算机可以通过工作组机制共享文件、設備（例如打印机）或者Internet连接。工作组与Windows中的“Windows網域”不同，后者所包含的计算机依赖于集中式身份验证。 